# 133874 Jonnazucarelli
133874 Jonnazucarelli este o planetă minoră (asteroid) din Inner Main Belt⁠(d). A fost descoperită pe 17 iunie 2004 la Catalina Station⁠(d) de Catalina Sky Survey. 
Obiectul prezintă o orbită caracterizată de o semiaxă mare de 1,9911757984606 UAi, o excentricitate de 0,06, o înclinație de 18,3 ° în raport cu ecliptica.